# WhoWhere
WhoWhere? fut un annuaire en ligne via son service MailCity et un réseau social via son service Angelfire. La société est acquise par Lycos en 1998.

## Historique
WhoWhere? a été fondé par Dale Fuller, ou repris par Dale Fuller en 1997.
En 1997, WhoWhere rachète le site de création de homepages personnelles Angelfire qui s'est lancé l'année précédente.
En mai 1998, WhoWhere? ajoute CareerPath.com à ses annonceurs et signe un partenariat commercial avec Barnes & Noble.
En juillet 1998, Fuller reçoit une offre de rachat de WhoWhere? pour 400 millions de dollars par le groupe Zapata (groupe agroindustriel texan visant une reconversion dans l'économie du numérique),. En août 1998, WhoWhere? est racheté par Lycos pour 133 millions de dollars. Son service MailCity compte 9,3 millions d'utilisateurs, et son service Angelfire 1,3 million de membres.

## Description
WhoWhere? offrait, via son service MailCity, un service de messagerie électronique gratuit ainsi qu'un annuaire des adresses électroniques de ses utilisateurs (slogan : The Way to Find People on the Web). Via son service de communautés en ligne Angelfire, WhoWhere? proposait également un service de création de homepages personnelles. Un moteur de recherche permettait de trouver ces profils,. Il avait des déclinaisons dans plusieurs langues dont le français. Ses concurrents ayant survécu sont Yahoo! People Search ou PagesJaunes.fr.
La société fournissait aussi des services d'infrastructures informatiques aux grandes entreprises telles que Barnes & Noble, Excite, iVillage et ZDNet.